# HÖR (Musikprojekt)
HÖR ist eine Berliner Musikplattform, digitales Radioformat und ein Livestream-Projekt, das seit Juli 2019 elektronische Musiksendungen produziert. Bekannt wurde HÖR durch tägliche Übertragungen von DJ-Sets aus einem gläsernen Studio in Berlin-Mitte, das durch seine Schaufensteroptik und weiße Verkachelung ein Markenzeichen wurde.

## Verbreitung und Konzept
Die Plattform hat insbesondere während der COVID-19-Pandemie an Reichweite gewonnen, als Clubs weltweit geschlossen waren.  Ähnliche Konzepte wie HÖR gibt es mit The Lot Radio auch in New York City, Kiosk Radio in Brüssel, Oroko Radio in Ghana oder Shift Radio in Montreal. Neben den Livestreams auf YouTube veranstaltet HÖR gelegentlich auch Sonderformate und Kooperationen mit Festivals, Party-Kollektiven und Marken.
Die Plattform versteht sich als offene Bühne für internationale wie lokale Künstler aus Bereichen wie Techno, House und experimenteller elektronischer Musik. Das Programm umfasst sowohl etablierte DJs als auch Newcomer und reflektiert damit eine breite Vielfalt innerhalb der elektronischen Clubkultur. Generell ist über HÖR auch der Wandel in der Clubszene hin zu mehr weiblicher Repräsentanz sichtbar: Von den 20 meistgehörten Sets der Plattform fallen 15 auf weibliche DJs zurück (Stand April 2025).
HÖR wird häufig mit Boiler Room verglichen, einer 2010 gegründeten Plattform für Livestreams von DJ-Sets und Konzerten. Während Boiler Room auf wechselnde Orte und größere Event-Produktionen setzt, konzentriert sich HÖR auf ein festes Studio ohne Gäste oder Zuschauer in Berlin und sendet zum Teil mehrmals täglich. Beide Projekte prägen die internationale Clubkultur, unterscheiden sich jedoch im Stil und in der Produktionsweise: HÖR betont eine intime Atmosphäre und niedrigschwelligen Zugang für Künstler.
2023 nahm das Musikportal Pitchfork ein HÖR-Set in die Liste der besten DJ-Sets des Jahres auf. Seit 2024 veröffentlicht HÖR auch selbst eine Liste an erfolgreichsten Sets des Jahres, die anhand von YouTube-Aufrufen gemessen werden. 2024 waren die Sets von Elen Payne (Bereich „Techno“), Mindmistake B2B Go Hard or Go Hardcore (Bereich „Trance & Hard“) und Daisy Weweh (Bereich „House“) die Gewinner; alles junge Frauen, die in den letzten zehn Jahren mit ihrer DJ-Karriere gestartet sind.
Mit Stand April 2025 verzeichnet der YouTube-Kanal von HÖR über 7.500 veröffentlichte Videos und mehr als 900.000 Abonnenten.

## Kritik
Dass Sets vor allem nach Aufrufen bemessen werden sorgt auch für Kritik, da die Clubszene nicht als kollektive Identität, sondern individualisiert und nach Klick-Wertigkeit sortiert dargestellt werde.
Im Jahr 2024 sah sich HÖR Berlin mit einer Diffamierungskampagne konfrontiert, bei der der Livestream-Kanal mit antisemitischen Inhalten in Verbindung gebracht wurde. Diese Vorwürfe basierten auf einer Darstellung eines Vorfalls, bei dem ein DJ während eines Sets einen palästinensischen Schal trug. Die Kampagne führte zu einer Welle von Online-Anfeindungen und Drohungen gegen das Team von HÖR.